# مارتین کنزی
مارتین کنزی (انگلیسی: Martin Kenzie؛ ‏ ۲۹ آوریل ۱۹۵۶ – ۱۶ ژوئیهٔ ۲۰۱۲) فیلم‌بردار و کارگردان فیلم اهل بریتانیا بود. وی کار خود را به عنوان مدیر تولید برای یک شرکت تبلیغات تلویزیونی مستقر در لندن به نام «پیکچر پالاس پروداکشنز» آغاز کرد. وی ۲ مرتبه برندهٔ جایزهٔ انجمن فیلم‌برداران بریتانیا شد.
از فیلم‌ها و مجموعه‌های تلویزیونی که وی در آن نقش داشته‌است، می‌توان به ایزدان کهن و نو اشاره کرد.